# Жапхандаев, Майдари Хайдапович
Майдари Хайдапович Жапхандаев (1946-2008) — советский и российский актёр театра и кино. Директор Бурятского академического театра драмы им. Х. Намсараева (1995-1999) и Государственного цирка Республики Бурятия (2000-2008). Народный артист РФ (1996).

## Биография
Майдари Хайдапович Жапхандаев родился 7 января 1946 года в селе Алханай Дульдургинского района Агинского Бурят-Монгольского национального округа Читинской области.
В 1969 году он окончил Ленинградский государственный институт театра, музыки и кинематографии, став одним из лучших его выпускников. С 1969 по 1995 год Майдари работал артистом.
Его первый крупный успех пришёл с ролью Ильяса в спектакле «Тополёк мой в красной косынке» по повести Чингиза Айтматова. За эту роль он получил диплом I степени на втором Всероссийском фестивале национальной драматургии и театров в Санкт-Петербурге. Правительство республики наградило молодого артиста Государственной премией.
За тридцать лет работы на сцене Майдари сыграл множество ролей, в основном главных. Среди них: Марат из пьесы А. Арбузова «Мой бедный Марат», Кодар из «Легенды о любви» Г. Мусрепова, Маслин в драме А. Софронова «Власть», Прометей в «Не бросай огонь, Прометей!» М. Карима, Алексей в «Оптимистической трагедии» В. Вишневского, Суванкул в «Материнском поле» Ч. Айтматова, Фёдор в «Барабанщице» А. Салынского, Глумов в спектакле «На всякого мудреца довольно простоты» А. Островского, Харалтур-хан в одноимённой драме Н. Дугаржабон и многие другие. Однако особенно яркими и, возможно, неповторимыми были его роли Едигея в «Буранном полустанке» Ч. Айтматова и Сиддхарты в инсценировке одноимённой повести Г. Гессе.
Со спектаклем «Дамдин-лама», где он исполнил главную роль, Майдари участвовал в фестивалях в Варшаве и Кракове, а в сентябре 1993 года — во втором Международном фестивале монголоязычных народов в Улан-Баторе со спектаклем «Сиддхарта».
В трудные годы перестройки и начала рыночных отношений Майдари был избран председателем Союза Театральных Деятелей Бурятии (1988—1995 гг.). Он добился долевого строительства жилого высотного дома для членов Союза, в котором более 40 актёров получили квартиры.
В 1995 году Майдари Хайдапович занял должность директора Государственного Бурятского академического театра драмы им. X. Намсараева (Улан-Удэ) и руководил им четыре года, с 1995 по 1999 год.
В те же годы он загорелся идеей создания бурятского цирка, как казалось многим, в ущерб родному театру. На его базе он основал цирковую школу-студию. Пригласив монгольских педагогов, он набрал молодых ребят, не имевших специального образования, которые начали осваивать цирковое искусство. Монгольский педагог Цэнд-Очир Сэлэнгэ упорно и настойчиво готовил группу гуттаперчевых девочек, которые по сей день прославляют нашу Бурятию далеко за её пределами.
С 1997 года Майдари стал основателем и директором Бурятской национальной цирковой школы-студии, которая впоследствии стала основой для создания профессионального Государственного цирка Республики Бурятия.
В 2000 году был образован Государственный цирк Республики Бурятия, а Майдари Хайдапович занял пост его первого директора (2000—2008).
Сегодня его детище известно далеко за пределами республики. Бурятский Государственный цирк, лауреат международных конкурсов и фестивалей циркового искусства, с успехом демонстрирует своё мастерство во многих странах мира, прославляя тем самым Республику Бурятия.
Майдари Хайдапович ушёл из жизни 24 февраля 2008 года в г. Улан-Удэ.

## Общественная деятельность
М. Х. Жапхандаев с 1987 по 1997 год занимал должность председателя Бурятского регионального отделения Союза театральных деятелей.

## Театральные работы
- «Тополек мой в красной косынке» Ч. Айтматова — Ильяс
- «Мой бедный Марат» А. Н. Арбузова — Марат
- «Легенды о любви» Г. Мусрепова — Кодар
- «Власть» А. В. Софронова — Маслин
- «Не бросай огонь, Прометей» М. Карима — Прометей
- «Оптимистическая комедия» В. Вишневского — Алексей
- «Последние» М. Горького — Александр
- «Берег» по роману Ю. Бондарева — Княжко
- «Материнское поле» Ч. Айтматова — Суванкул
- «На всякого мудреца довольно простоты» А. Островского — Глумов
- «Буранный полустанок» Ч. Айтматова — Едигей
- Харалтур хан в одноимённой драме Н. Дугаржабон Сиддхартха по Г. Гессе

## Работа в кино
- «Горький можжевельник» 1985 — Тубчин Пурбуевич, председатель сельсовета

## Награды и звания
- Заслуженный артист Бурятской АССР (1976)
- Народный артист Бурятской АССР (1981)
- Заслуженный артист РСФСР (1988)
- Народный артист Российской Федерации (1996)
- Орден Дружбы (2007)
- Лауреат Государственной премии Бурятской АССР (1973)
- Лауреат Республиканской премии «За честь и достоинство» (2006)
- Лауреат диплома 1-й степени II Всероссийского фестиваля национальной драматургии и театров (1972)
- Заслуженный работник культуры Агинского Бурятского автономного округа (2006)
- Занесен в книгу Агинского Бурятского автономного округа «108 — гордость Аги» (2007)
- Заслуженный работник культуры Монголии (2007)

## Память
В 2016 году в городе Улан-Удэ, на улице Гагарина, 64-б, была установлена памятная мемориальная доска, посвящённая Майдари Хайдаповичу Жапхандаеву — народному артисту России, лауреату Государственной премии Республики Бурятия, основателю Государственного цирка Республики Бурятия и бывшему директору Государственного Бурятского академического театра драмы имени Хоца Намсараева.
19 ноября 2020 года в Общественной палате Бурятии прошло обсуждение, на котором обсуждалось присвоение имени Майдари Жапхандаева Государственному цирку Республики Бурятия. Участники заседания единогласно поддержали эту идею.